# 三森孔子
三森 孔子（みもり よしこ、1928年9月13日 − 1987年11月7日）は、日本の助産師。ラマーズ法を日本国内に広めることに大きな役割を果たした。

## 略歴
1928年9月13日、福島県に生まれる。看護婦となって、関西で働く。郷里に戻り、しばらくして郡山の助産婦学校を卒業して、病院で働く。結婚して、立川市に住む。1956年に三森助産院を開業。お産介助に、精神予防式無痛分娩の一種である日赤菅井式腹式呼吸を取り入れる 。
1975年ごろ、ラマーズ法に出会う。このころからラマーズ法を積極的に取り入れ、改良を加えて「三森式ラマーズ法」を編み出す。朝日新聞連載「お産革命」で紹介され全国的に有名になる。
妊婦の主体的なかかわりを励まし、ラマーズ法の出産準備や呼吸法を駆使して「いいお産」「素敵なお産」になるよう努めたが、水中出産には賛成せず「陸の上で生活している人が、どうして水の中で産むの」とコメントしている。
1987年11月7日、肝臓がんで死去。
1988年3月、三森助産院が閉院。

## 著書
- 『すてきなラマーズ法お産 : 産婆さんがすすめる』 文化出版局 1983年7月 ISBN 978-4579200306